# دونيق
دونيق هي قرية في مقاطعة سراب، إيران. عدد سكان هذه القرية هو 341 في سنة 2006.